# Ghiral
Ghiral war ein rumänisches Längenmaß.
- 1 Ghiral = 4,25 Zentimeter

Eine Maßkette war 
- 1 Endaze/Leinwandelle = 8 Rupi = 16 Ghirale = 65 Zentimeter (auch nur 64,11 Zentimeter)
- 2 Ghiral = 1 Rup
  - Moldau: 1 Rup = 2 Grefi = = 1/8 Arsin = 1/8 Cot = 7,96 Zentimeter
  - Walachei: 1 Rup = 2 Grefi = 8,30 Zentimeter
- 16 Ghiral = 1 Arsin al bazarulul = 0,68 Meter